# Triadosialis zinkeni
Triadosialis zinkeni là một loài côn trùng trong họ Chaulioditidae thuộc bộ Reculida. Loài này được Heer miêu tả năm 1864.